# Keter
Keterna är ett sibiriskt folk som talar ketiska.

## Historia
Keterna tros vara de enda överlevarna av ett forntida nomadiskt folk som tros ha levt i centrala, södra Sibirien. Yugh-folket var besläktade med och talade ett liknande språk som keterna men dog nyligen ut. Dagens keter härstammar från stammar av fiskare och jägare som bebodde den jenisejiska taigan, som tog över några av de kulturella företeelserna hos de ursprungliga ket-talande stammarna i södra Sibirien.
Keterna var en del av Ryssland från och med 1600-talet. Deras försök till motstånd misslyckades då ryssarna deporterade dem till olika platser för att stoppa deras motståndsrörelse. Detta ledde också till att deras strikta, patriarkala sociala system och deras livsstil förändrades. Keterna fick småningom stora skulder till ryssarna. En del dog av hunger, andra av sjukdomar som kommit från Europa. Vid 1800-talet kunde keterna inte längre överleva utan matransoner som de fick av ryssarna.

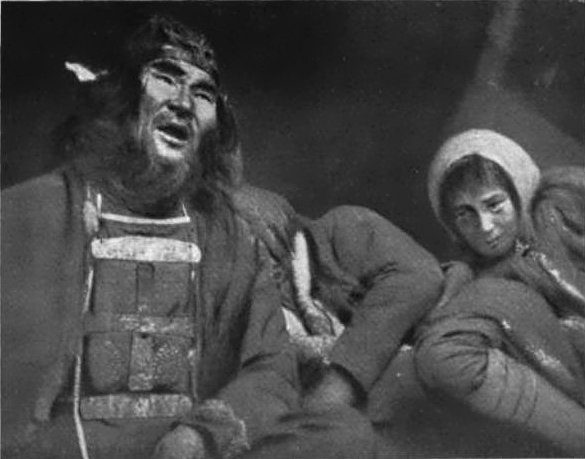
Ketisk shaman, år 1914

På 1900-talet tvingade den sovjetiska staten keterna till kollektivisering. Trots att keterna officiellt erkändes som en ursprungsbefolkning på 1930-talet, så förtrycktes deras traditioner och språk. Kollektiviseringen var fullbordad på 1950-talet och den ryska livsstilen och det ryska språket tvingades då på keterna i allt högre grad.

## Språk
Huvudartikel: ketiska
Keterna har traditionellt talat ketiska, dock talar många keter idag endast ryska.

## Kultur
Keterna praktiserade shamanism inpå 1930-talet, men vid 1960-talet fanns nästan inga autentiska shamaner kvar. Det fanns flera typer av shamaner hos keterna som uppfyllde olika funktioner såsom heliga riter och helande.